# Aliens vs. Predator 2
Aliens vs. Predator 2 (OT: Aliens vs. Predator: Requiem, auch AVP 2 oder AVP-R) ist ein Science-Fiction/Horror-Film aus dem Jahr 2007 und die Fortsetzung zu Alien vs. Predator. Regie führten die für ihre visuellen Effekte bekannten Brüder Colin und Greg Strause. In die amerikanischen Kinos kam er am 25. Dezember, in Deutschland und Australien startete er am 26. Dezember 2007.

## Handlung
Die Handlung des Films knüpft an die des Vorgängers an, in dem ganz am Schluss aus dem toten, an Bord seines Raumschiffes aufgebahrten Predator (Scar) ein Predalien schlüpfte, ein Mischwesen aus Alien und Predator – wie bereits in Alien 3 hat sich das Alien an seinen Wirt morphologisch angepasst.
Durch den folgenden Amoklauf des Predaliens stürzt das Schiff in den Wäldern um Gunnison, Colorado, ab. Bevor ein überlebender Predator seine Selbstzerstörung aktivieren kann, wird er von der Kreatur getötet. Somit können der Hybrid sowie ein paar bereits an Bord vorhandene Alien-Facehugger aus dem Schiff in die umliegenden Wälder entkommen.
Währenddessen werden die menschlichen Hauptcharaktere des Films vorgestellt. Dallas Howard (ein ehemaliger Straftäter), der nach längerer Abwesenheit in seine Heimatstadt Gunnison zurückkehrt, sein väterlicher Freund, der Stadtsheriff Eddie Morales, Dallas’ Bruder Ricky mit seiner Freundin Jesse und letztendlich Kelly O’Brien, eine Armeeangehörige, die zu ihrem Mann und ihrer Tochter zurückkehrt.
Das Notsignal der sterbenden Predatoren erreicht mittlerweile deren Heimatplaneten. Ein einzelner Cleaner (besser ausgerüsteter und erfahrener Predator) macht sich daraufhin auf den Weg zur Erde. Einige Stunden später wird in den Wäldern um Gunnison nach zwei Vermissten gesucht, jedoch hat der Predator bereits einige Spuren verwischt. So hat er das Predatorenschiff zerstört und die Leichen der ersten Alien-Opfer mit einer speziellen Flüssigkeit aufgelöst.
Bei der Jagd nach den Aliens kann der Predator mehrere von ihnen in der Kanalisation stellen, die restlichen Aliens flüchten in die Stadt und töten dort mehrere Einwohner. Bei der Verfolgung eines Aliens beschädigt der Predator das örtliche Kraftwerk, was zu einem kompletten Stromausfall führt. Nach einer knappen Flucht aus dem örtlichen Schwimmbad treffen Rick und seine Freundin auf Eddie und Dallas, die sich in einem Waffengeschäft mit Waffen und Munition versorgen.
Sie kontaktieren die eintreffende Nationalgarde, welche allerdings von den angreifenden Aliens überrascht wird. Auf ihrer Flucht vor den Aliens trifft Kelly mit ihrer Tochter in dem Waffengeschäft ein; als mehrere Aliens dort auf den Predator treffen, sehen sie sich zur sofortigen Flucht gezwungen.
Als die Überlebenden den Panzerwagen der Nationalgarde finden, versuchen sie mit der Nationalgarde in Kontakt zu treten. Stattdessen meldet sich ein Colonel Stevens, der sich als Angehöriger der US Army vorstellt. Er behauptet, dass in einer halben Stunde eine Luftevakuierung aus der Innenstadt stattfinden solle. Doch Stevens weiß um die Bedrohung durch die fremdartigen Wesen, da er eine Videoaufzeichnung vom Ort der Katastrophe einsehen konnte.
Die Gruppe der Überlebenden macht sich zunächst auf den Weg in die Innenstadt. Doch Kelly ahnt, dass die Army andere Pläne hat. Eine Evakuierung aus dem Stadtzentrum ergibt ihrer Einschätzung nach keinen Sinn, und sie vermutet, dass die Army das Problem bloß eindämmen will. Während der Sheriff sich der Gruppe anschließt, die vermeintlich aus dem Stadtzentrum evakuiert werden soll, versuchen die anderen ihr Glück beim Krankenhaus, auf dessen Dach sich ein Helikopter befinden soll. Jesse wird getötet, als sie vorausläuft und in den Kampf zwischen dem Predator und den Aliens gerät.
Das Krankenhaus wurde inzwischen von den Aliens überrannt. Auf dem Dach kommt es schließlich zum Showdown zwischen dem Hybriden und dem Predator. Während die Außerirdischen miteinander kämpfen, können Dallas, Rick, Kelly und ihre Tochter mit dem Helikopter entkommen. Der Sheriff kämpft in der Innenstadt mit einigen wenigen Überlebenden gegen die Übermacht der Aliens. Die versprochene Rettung lässt auf sich warten, und der Sheriff funkt erneut Colonel Stevens an.
Der Colonel ist mittlerweile im Luftraum über der Stadt in einem Beobachtungsflugzeug, doch hatte er nie vor, eine Evakuierung durchzuführen. Stattdessen rast eine YF-22 Raptor zum Ort der Katastrophe. Wenig später wird das Stadtzentrum durch eine Atombombe zerstört und somit alle Außerirdischen getötet, allerdings stürzt durch die Explosion auch der Hubschrauber in einem Wald ab. Navy SEALs, die getarnt im Wald um die Stadt Stellung bezogen haben, stellen die Flüchtlinge am Wrack.
Dallas übergibt den Navy SEALs die gefundene Plasmawaffe des Predators, sein Bruder wird versorgt, und Kelly beruhigt ihre Tochter, dass die Monster nun vernichtet sind.
Die Schlussszene spielt in einem Firmengebäude, wo Colonel Stevens mit einer gewissen Ms. Yutani in Kontakt tritt und ihr die Waffe in einem Koffer zeigt. Ms. Yutani bezweifelt, dass die Welt reif für diese Technologie sei, worauf der Colonel antwortet, dass diese Waffe auch nicht für diese Welt gedacht sei.

## Kritiken
Für den Filmdienst ist der Film ein „ebenso drastisch-spekulativer wie uninspirierter Science-Fiction-Horrorfilm, der allenfalls durch seine stümperhafte Dramaturgie und die lausig inszenierten Actionsequenzen auffällt“.
Die BBC urteilt: „‚Die Strause-Brüder leben, essen und atmen die Alien/Predator-Filme‘ behauptet Drehbuchautor Shane Salerno hochtrabend von seinen Regisseuren. ‚AVP-R‘ nach zu urteilen scheiden sie sie auch aus, handelt es sich hierbei doch um schlecht abgefilmten, erbärmlichen gespielten hirntoten Quatsch. Während die Dialoge derart dümmlich sind, dass selbst ein Elfjähriger nicht damit durchkäme, ist das Predalien eine einzige Enttäuschung (im Grunde einfach ein Alien mit seltsamen Dreadlocks) und so konsequent in völliger Dunkelheit aufgenommen worden, dass einem vor lauter Blinzeln die Augen wehtun.“
Cinema schrieb: „Leider wurde es versäumt, für die zwischen die Fronten geratenen menschlichen Bewohner halbwegs ausgefeilte Charaktere zu entwickeln, was ein wirkliches Mitfiebern unmöglich macht. Sei’s drum: Für Filmfreunde ohne hohen dramaturgischen Anspruch bietet Aliens vs. Predator 2 unterhaltsame Monster-Action mit viel Blut und einigen netten Schock-Momenten. Fazit: Durchaus sehenswerter zweiter Schlagabtausch der Kultmonster mit zu schlicht konzipierten Menschenopfern.“

## Soundtrack zum Film
Der Soundtrack zum Film erschien am 14. Dezember 2007 mit dem Titel Aliens vs Predator – Requiem. Die Filmmusik wurde von Brian Tyler komponiert.

## Wissenswertes
- Die in der Schlussszene des Films auftauchende Ms. Yutani ist ein Hinweis auf die in den Alien-Filmen vorkommende Weyland-Yutani Corporation, die die Hauptdarstellerin Ellen Ripley beschäftigen wird. Charles Bishop Weyland, der andere Namensgeber des Konglomerats, kommt bereits im ersten Teil von Alien vs. Predator vor.
- Der ganze Film wurde stark abgedunkelt, ob nun als dramaturgisches Stilmittel oder aus zensorischen Gründen (um die Gewaltszenen abzumildern und so einer höheren Altersfreigabe vorzubeugen) ist unbekannt, da die Produzenten sich dazu nie geäußert haben. Dies führte jedoch zu Kritik, da Szenen im Hellen rar sind und man durch das sehr dunkle Bild der Handlung teilweise nur schwer folgen kann.
- Der Extended/Unrated Cut auf Blu-ray wurde in Europa am 24. Januar 2019 veröffentlicht.